# P-kresol
p-Kresol (tj. para-kresol; systematický název 4-methylfenol), je organická sloučenina, isomer kresolu (CH3C6H4OH). Tato bezbarvá pevná látka se často používá na přípravu dalších sloučenin. Jedná se o methylovaný derivát fenolu a polohový izomer o-kresolu a m-kresolu.

## Výroba
p-Kresol se obvykle, spolu s řadou dalších látek, získává z uhelného dehtu, získávaného při výrobě koksu. Vedlejší produkty této výroby obsahují několik procent fenolu a kresolů. Také se vyrábí průmyslově ve dvou krocích, kdy prvním je sulfonace toluenu,
CH3C6H5 + H2SO4 → CH3C6H4SO3H + H2O
po které následuje zásaditá hydrolýza vzniklé sulfonátové soli za vzniku sodné soli kresolu:
CH3C6H4SO3H + 2 NaOH → CH3C6H4OH + Na2SO3 + H2O
Lze také použít chloraci toluenu následovanou hydrolýzou nebo cymenový-kresolový proces, při němž je toluen alkylován propenem za vzniku 'p-cymenu, který je poté oxidačně dealkylován; tento postup je podobný kumenovému procesu.

## Použití
p-Kresol se nejčastěji používá na výrobu antioxidantů, jako například butylhydroxytoluenu (BHT). Monoalkylované deriváty mohou sloužit jako suroviny na výrobu difenolových antioxidantů, které se používají velmi často díky nízké toxicitě a také díky tomu, že nevytvářejí barevné skvrny.

## Výskyt

### V lidských tělech
V lidském tlustém střevě se tvoří p-kresol působením střevních bakterií. Vylučuje se močí a výkaly a je také obsažen v potu.
p-Kresol je také složkou cigaretového kouře.

### V ostatních organismech
p-Kresol je jednou z hlavních látek způsobujících zápach prasat.
Ve výměšcích temporálních žláz sloních samců byl nalezen fenol a p-kresol.